# Койвуоя
Ко́йвуо́я (фин. Koivuoja) — ручей в России, протекает по территории Лоймольского сельского поселения Суоярвского района Карелии. Длина ручья — 11 км.
Ручей берёт начало из болота без названия и далее течёт преимущественно в юго-западном направлении по заболоченной местности.
Ручей в общей сложности имеет тринадцать притоков суммарной длиной 30 км.
Впадает в реку Каартойоки на высоте 118 м над уровнем моря.
Населённые пункты на ручье отсутствуют.
Название ручья переводится с финского языка как «берёзовый ручей».
Код объекта в государственном водном реестре — 01040300212202000011232.